# Kapliczki przydrożne na Ławicy w Poznaniu
Kapliczki przydrożne na Ławicy – zabytkowe kapliczki usytuowane na Ławicy w Poznaniu.

## Ławica
Pierwsze wzmianki o osadzie królewskiej Ławica pochodzą z ok. 1400 roku. Ławica była przez długi czas podmiejską wsią dworską, należącą do gminy Żabikowo. Od 1940 to peryferyjna dzielnica Poznania. Dzisiaj na tym terenie, reliktem po dawnej wsi, są zachowane dwie kapliczki przydrożne.

## Kapliczka Najświętszej Maryi Panny Niepokalanie Poczętej
Usytuowana przy ul. Złotowskiej w Poznaniu, przy skrzyżowaniu z ulicą Owczą. Administracyjnie na terenie jednostki pomocniczej miasta Poznania „Osiedle Ławica”. Kapliczka ufundowana przed I wojną światową przez nieznanego z nazwiska nauczyciela, w intencji poratowania zdrowia. Na początku II wojny światowej została przewrócona i zniszczona przez Niemców. Po wojnie odbudowana przez okolicznych mieszkańców, w pierwotnym miejscu, między dwoma topolami. W latach 70. teren, na którym usytuowana jest kapliczka przeszedł na własność Zarządu Zieleni Miejskiej. Do tego czasu stała na gruncie prywatnym. Murowana z cegły, z dwuspadowym daszkiem, zwieńczona krucyfiksem. W górnej części głęboka, prostokątna wnęka zamknięta półkoliście. Umieszczono w niej ceramiczną figurę Najświętszej Maryi Panny Niepokalanie Poczętej, stojącej na globie ziemskim i miażdżącej stopami głowę węża. Nogi Maryji okala sześć głów aniołków. Poniżej znajduje się czworoboczna płytka wnęka, w której znajduje się religijny obrazek. Od frontu stoi ogrodzenie z kutych prętów żeliwnych. Kapliczka znajduje się na obszarze parafii pw. Objawienia Pańskiego.

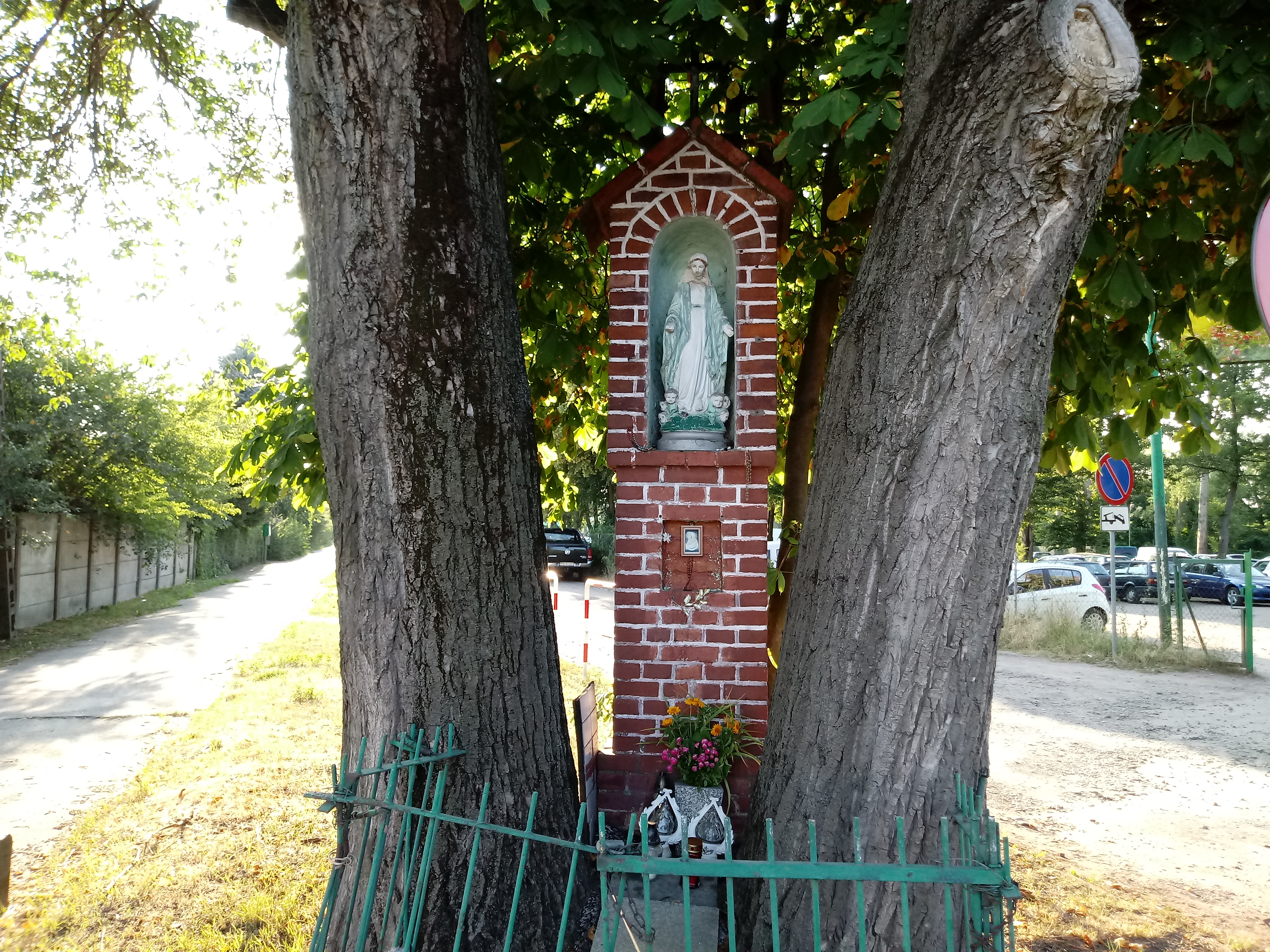

Na mapach: 52°24′24,4″N 16°49′07,2″E/52,406778 16,818667

## Kapliczka Chrystusa Frasobliwego
Usytuowana przy ul. Perzyckiej w Poznaniu, pomiędzy ulicami Złotowską, a Głowicką. Administracyjnie na terenie jednostki pomocniczej miasta Poznania „Osiedle Ławica”. Wybudowana w połowie XIX w., na miejscu dawnego cmentarza cholerycznego. Fundatorem kapliczki był potomek osadników bamberskich Neumann. Murowana z cegły, otynkowana, z nieco szerszą podstawą. Daszek dwuspadowy z czerwonej dachówki, zwieńczony żeliwną pasyjką. W górnej głębokiej wnęce ustawiona jest figura Chrystusa Frasobliwego. Poniżej, w części środkowej kapliczki, w kwadratowej wnęce umiejscowiony jest obraz Matki Boskiej Częstochowskiej. Otoczona metalowym ogrodzeniem. Kapliczka znajduje się na obszarze parafii pw. Objawienia Pańskiego.

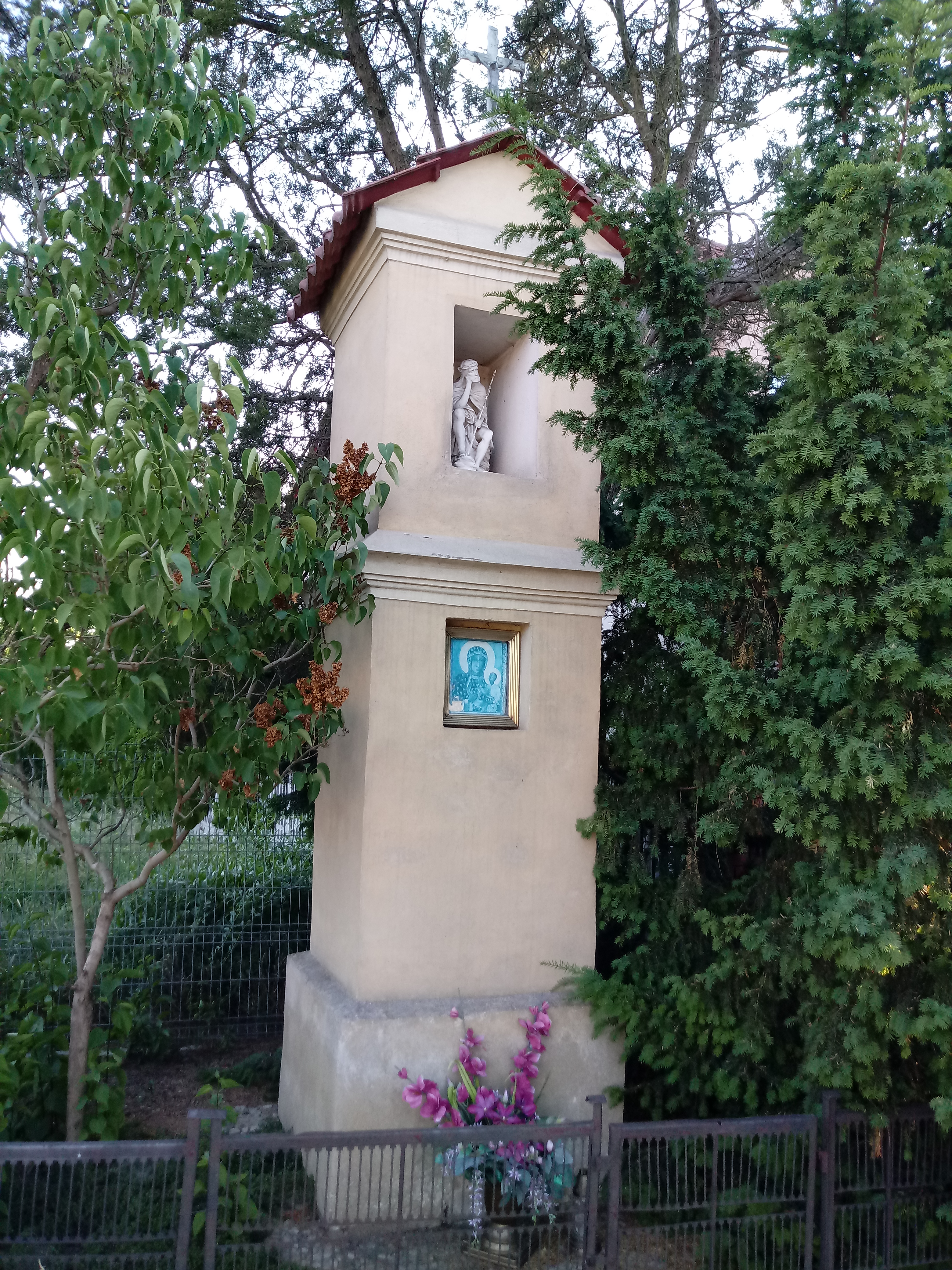

Na mapach: 52°24′26,8″N 16°49′19,6″E/52,407444 16,822111